# Varbergs teater

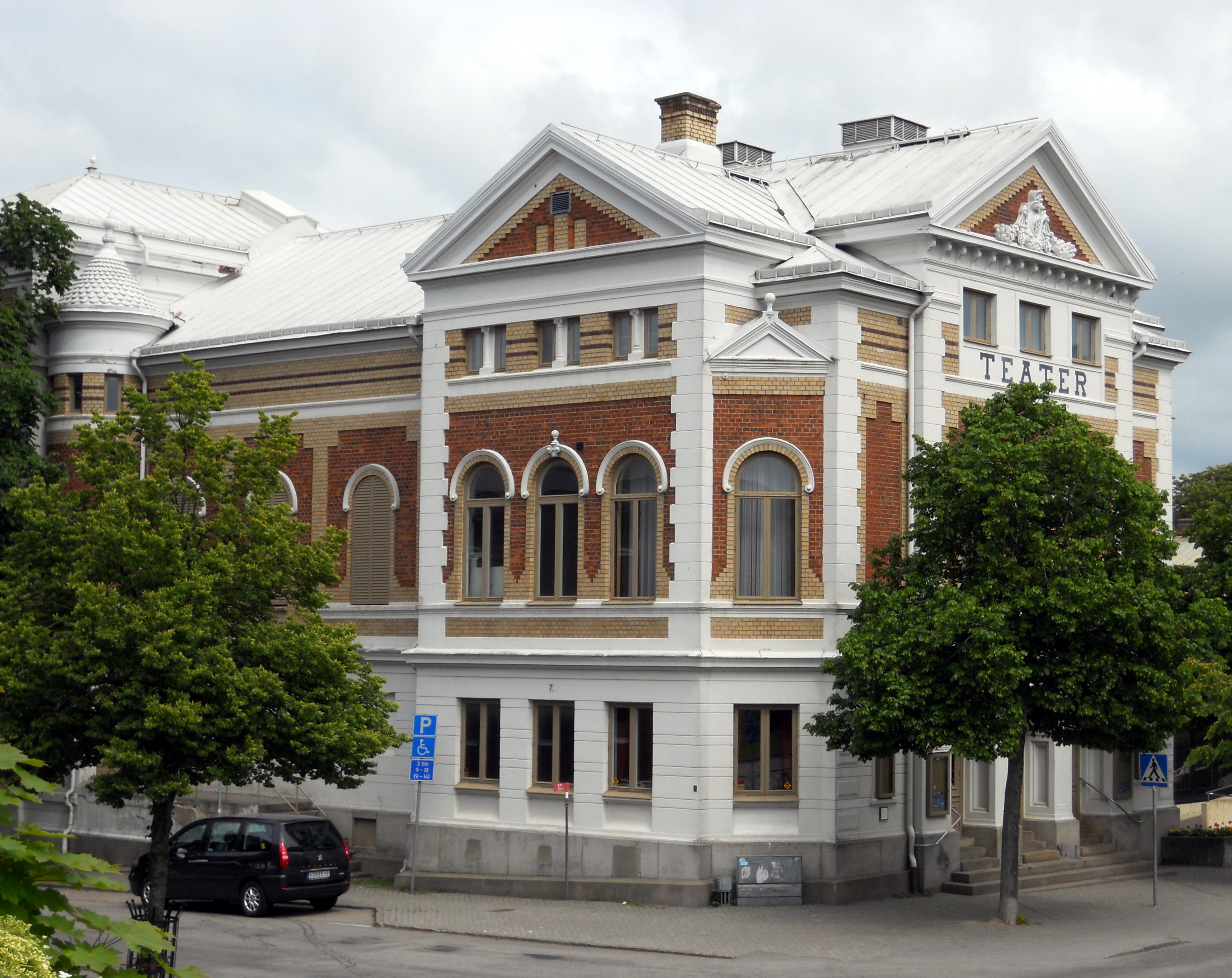
Varbergs teater 2010.

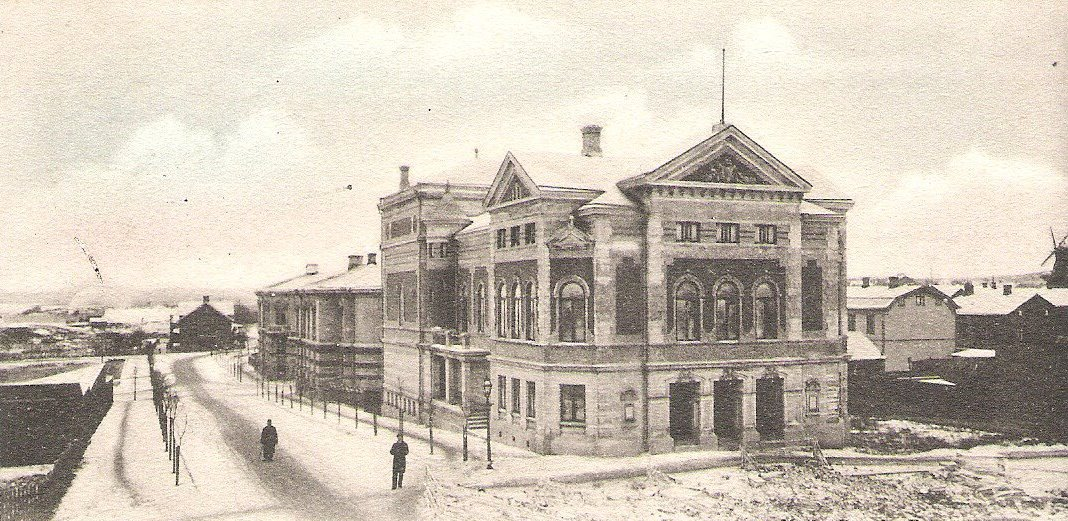
Varbergs teater, omkring år 1900.

Varbergs teater byggdes 1895 efter ritningar av arkitekten Lars Kellman. 1961 genomfördes en större restaurering under ledning av arkitekten Artur von Schmalensee. 
Parketten och de två raderna rymmer tillsammans 319 åskådarplatser, en minskning med 78 platser genom åren. Teatern används även som biograf- föreläsnings- och konsertlokal och är känd för sin goda akustik. Den kan vid behov sammanlänkas med intilliggande Varbergs Bibliotek
Huset är byggnadsminne sedan 27 juni 2011. 
Länsstyrelsen förordade i mars 2009 att Varbergs Teater skulle förklaras som byggnadsminne. Den 17 maj 2011 gav även Varbergs kommunfullmäktige sitt stöd för detta.
Teatern ligger i korsningen av Engelbrektsgatan/Kungsgatan. Den senare var Varbergs genomfartsled till mitten av 1940-talet. Adressen är Engelbrektsgatan 5.